# 佐原若子
佐原 若子（さわら わかこ、1953年11月22日 - ）は、日本の政治家、歯科医師。れいわ新選組所属の衆議院議員（1期）、青森県保険医協会理事。

## 経歴
青森県五所川原市出身。青森県立五所川原高等学校から鶴見大学歯学部を卒業し、歯科医師となる。青森県保険医協会理事、歯科用レーザー認定医、小嶋歯科医院院長を務める。
2019年6月2日執行の青森県知事選挙に現職・三村申吾の対抗馬として、無所属（市民連合あおもり推薦）で立候補するが落選。
2024年10月27日執行の第50回衆議院議員総選挙に、比例東北ブロック単独の3位にてれいわ新選組公認で立候補。れいわ新選組は比例東北ブロックで1議席を獲得したが、名簿順位1位は小選挙区との重複立候補の候補2名で、共に供託金没収点（有効投票総数の10分の1）未満の得票に終わったため、佐原が初当選を果たす。

## 選挙
| 当落 | 選挙                   | 執行日         | 選挙区           | 政党         | 得票数     | 得票率 | 定数 | 得票順位 /候補者数 | 政党内比例順位 /政党当選者数 |
| ---- | ---------------------- | -------------- | ---------------- | ------------ | ---------- | ------ | ---- | ------------------ | ---------------------------- |
| 落   | 2019年青森県知事選挙   | 2019年6月2日   | ――               | 無所属       | 10万5466票 | 24.27% | 1    | 2/2                | /                            |
| 当   | 第50回衆議院議員総選挙 | 2024年10月27日 | 比例東北ブロック | れいわ新選組 |            |        | 12   | /3                 | 3/1                          |